# L'homme est une femme comme les autres
L'homme est une femme comme les autres è un film del 1998 diretto da Jean-Jacques Zilbermann.
Il titolo si riferisce a una citazione di Groucho Marx: "Les hommes sont des femmes comme les autres"; è stato distribuito da "PolyGram Film Distribution (France)" ed ha incassato al botteghino 3,8 milioni di dollari.

## Trama
Simon Eskanazy è un musicista gay trentenne. Nato in una famiglia ebrea, si è preso molta cura di accettare la sua omosessualità e di fare in modo che la sua famiglia (compresa sua madre e lo zio, Salomon) facessero lo stesso.
Quest'ultimo è un ricco banchiere che gli offre un affare: gli darà 10 milioni di franchi francesi e lascerà la sua villa al nipote solo se Simon acconsente a sposare una donna. Inizialmente assai riluttante, gli capita però con l'incontrare Rosalie Baumann, conosciuta dopo averla ascoltata cantare in yiddish; molto scrupolosa e attenta, ha i suoi genitori che vivono negli Stati Uniti d'America. Poco a poco, frequentandola sempre, Simon finisce con l'innamorarsi di lei.